# Enrique Peña Nieto
Enrique Peña Nieto (Atlacomulco, 20 de julho de 1966) é um político e advogado mexicano. Foi presidente do país, de 2012 até 2018, eleito nas eleições presidenciais mexicanas de 2012. Também serviu como governador do Estado do México entre 2005 e 2011.
Eleito em 1 de julho de 2012, ao receber 39% dos votos diretos nas eleições presidenciais, sua vitória simbolizou o retorno do Partido Revolucionário Institucional ao poder após um hiato de doze anos. O PRI, como também é conhecido o partido, havia governado o México por mais de sete décadas ininterruptas até ser derrotado pelo Partido da Ação Nacional nas eleições de 2000. Peña Nieto assumiu a presidência do país em 1 de dezembro do mesmo ano, sucedendo Felipe Calderón. Protestos contra sua eleição levaram milhares de cidadãos às ruas das principais cidades mexicanas, especialmente membros do movimento estudantil Yo Soy 132, que criticava supostas irregularidades eleitorais e o forte apoio midiático recebido pelo então candidato. Em 2016, a renomada jornalista mexicana Carmen Aristegui detalhou como o Cartel de Juárez fez uso de uma série de corporações de fachada para financiar a campanha de Peña Nieto, que teria facilitado o desvio recursos dos programas governamentais para tais grupos.
No início de seu mandato, Peña Nieto registrou taxa de aprovação de 50%, porém, com a desvalorização do peso mexicano e o lento crescimento econômico vivenciado pelo país desde sua posse, sua imagem pública tem sido deteriorada, com taxas de 35% de aprovação em 2015. Constantemente vinculado a gafes públicas, exploradas pela mídia de oposição, Peña Nieto também têm enfrentado diversas controvérsias como presidente, incluindo a fuga do narcotraficante Joaquín Guzmán e acusações de plágio de sua tese na universidade. Nieto também têm lidado com críticas pelo desaparecimento e assassinato de 43 professores e alunos no estado de Guerrero em 2014. Uma outra crise governamental emergiu em 1 de janeiro de 2017, devido ao aumento de 20% do preço de combustíveis, num episódio conhecido popularmente como Gasolinazo 2017. De acordo com o jornal Reforma, Peña Nieto registrou 23% aprovação em agosto de 2016 - o mais baixo já registrado em qualquer governo mexicano desde 1995. Em janeiro de 2017, o índice de aprovação do governo de Peña Nieto decaiu para 12%.

## Biografia
Enrique Peña Nieto, é um político, advogado e membro do Partido Revolucionário Institucional mexicano. Ele ocupou diversos cargos públicos, principalmente na rede pública estadual, Secretaria da Administração, era um membro do Legislativo LV na Assembleia Legislativa do Estado do México e em 15 de setembro de 2005, foi empossado como Governador do Estado de México, antes foi deputado da LV Assembleia Legislativa local.

### Carreira política
Peña Nieto é um descendente de Severiano Peña, que foi prefeito da cidade de Acambay, no Estado do México, em quatro ocasiões em 1914, 1916, 1921 e 1923. Ele também tem em sua família, tanto da mãe como seu pai, dois ex-governadores: Seu pai, Gilberto Enrique Peña del Mazo, e Alfredo del Mazo Gonzalez, e sua mãe Maria do Perpétuo Socorro Ofelia Nieto Sanchez, era a filha de Constantino Montiel Enrique Nieto, e Arturo Montiel Rojas também políticos.
Em 1984 ele se juntou ao Partido Revolucionário Institucional (PRI), de 1985 a 1986, fez parte do escritório de advocacia Kaye Muse Laffan, e trabalhou em San Luis Industrial Corporation. Depois de trabalhar entre 1986-1988, no Notário Público nº 6 do Distrito Federal como parte de uma equipe do licenciado Fausto Rico Alvarez, de forma independente. Enquanto isso, começou a suas primeiras atividades políticas.
Em maio de 1990, foi secretário do Movimento de Cidadãos da Zona I do Comitê Executivo Estadual da Confederação Nacional de Organizações Populares. Um ano mais tarde participou como delegado de organizações de fachada e dos cidadãos em vários municípios no México, e também foi instrutor do Centro de Treinamento Eleições do Partido Revolucionário Institucional. Seu trabalho no partido o  levou a crescentes responsabilidades: entre abril e julho de 1993 era tesoureiro da Comissão de Finanças do Comitê Executivo Estadual do PRI, na campanha do candidato a governador Emilio Chuayffet Chemnor.
Em 1993 ele se casou com sua primeira mulher, Mónica Pretelini com quem teve três filhos, mas em 2007 foi anunciado que ela teria morrido devido a uma arritmia cardíaca, mas houve suspeitas de que a morte teria sido causada intencionalmente por ordens do mesmo Peña. Numa entrevista para a televisão, quando foi questionado sobre o caso, ele titubeou sobre a causa da morte.[carece de fontes?]
Entre 2000 e 2002 foi Secretário de Administração do Governo do Estado do México, e presidente do Conselho de Previdência Social do Estado do México e dos municípios, Presidente da Administração Interna do Instituto de Saúde Estado do México, e Vice-Presidente do Conselho Diretivo Sistema para o Desenvolvimento Integral da Família (DIF) do Estado do México. Ao mesmo tempo, foi associado como indivíduo do Instituto Nacional de Administração Pública e membro dos conselhos de várias agências descentralizadas públicas.
Em setembro de 2003, Enrique Peña Nieto foi deputado da LV Assembleia Legislativa. Durante um ano, o político construído, ao lado de outros membros, para melhorar a qualidade de vida do cidadãos do Estado do México e fortalecer o Legislativo.
Em setembro de 2004, ele atuou como Presidente do Conselho de Coordenação Política do Legislativo LV. Nas eleições de 2005, o PRI tinha os potenciais candidatos para concorrer contra o PAN e o PRD o governador Gustavo Cardenas, Jaime Vazquez, Jacob Henry, Fernando García Cuevas, Hector Luna e Enrique Peña Nieto.
Mas a 14 de janeiro de 2005, nenhum dos possíveis candidatos a governador foi registrado exceto Peña Nieto, que terminou como o candidato do PRI ao governo do Estado do México e protestou, como tal, em 12 de fevereiro de 2005 e 02 de abril, mesmo ano em que o candidato do Partido Verde do México entraria em coligação com o PRI.

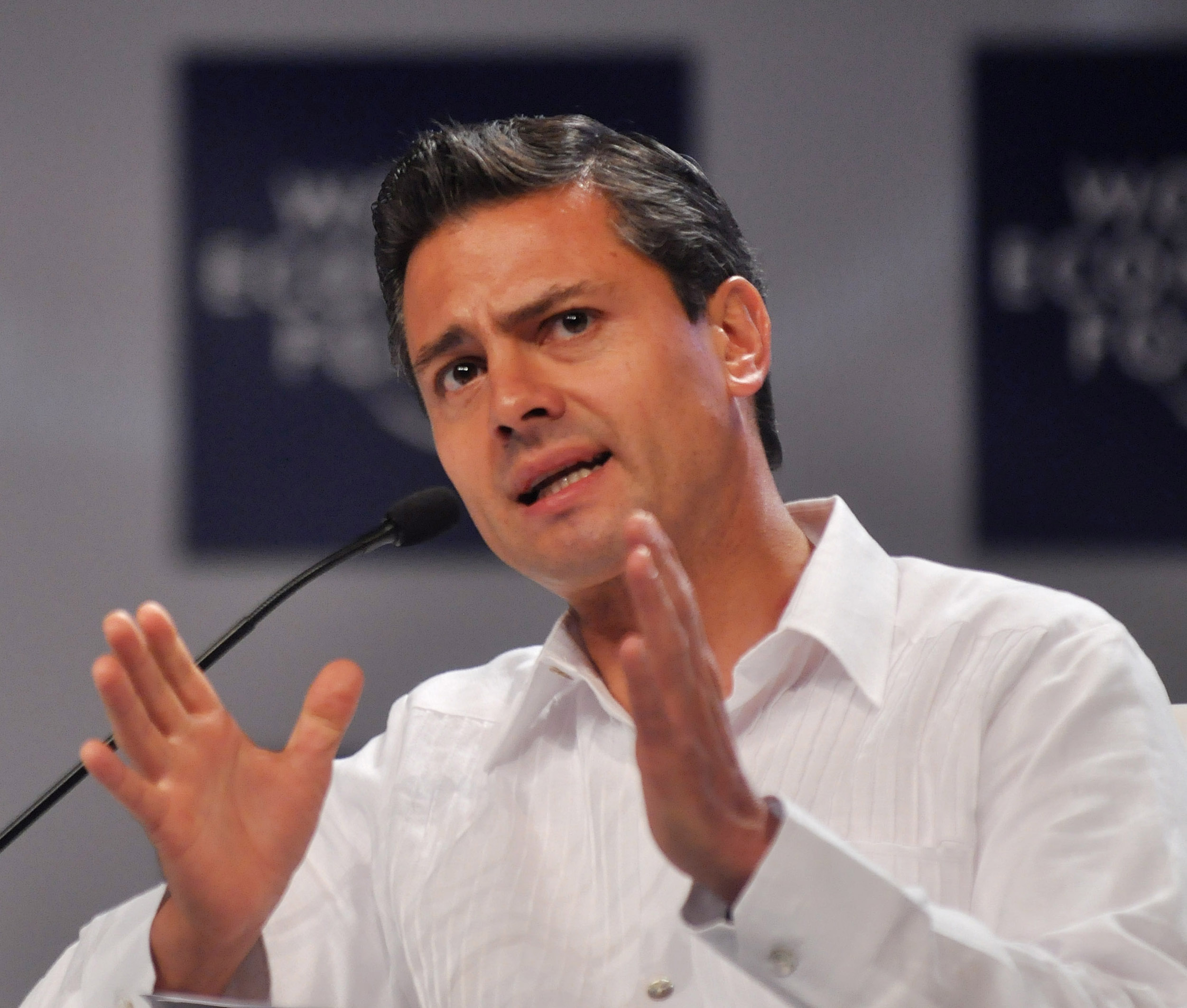
Enrique Peña Nieto no Fórum Econômico Mundial para América Latina em Abril de 2010.

As eleições que tiveram lugar em 3 de Julho do mesmo ano, ele foi eleito Governador do Estado do México, mas as objeções feitas de 12 de agosto, Peña Nieto recebeu o registro que o identificou como governador como maior índice já eleito do México, com 49% dos votos.
Em 15 de setembro de 2005, Enrique Peña Nieto foi empossado como Governador do Estado do México. Em uma carreira à frente as pesquisas sobre os potenciais candidatos presidenciais Enrique Peña Nieto estava à frente.
Em 2008, Peña Nieto anunciou publicamente em um programa de TV de seu noivado com a atriz Angélica Rivera, com quem se casou posteriormente em 27 de novembro de 2010 na Catedral de Toluca.

## Governador do México (2005-2011)

### 608 compromissos

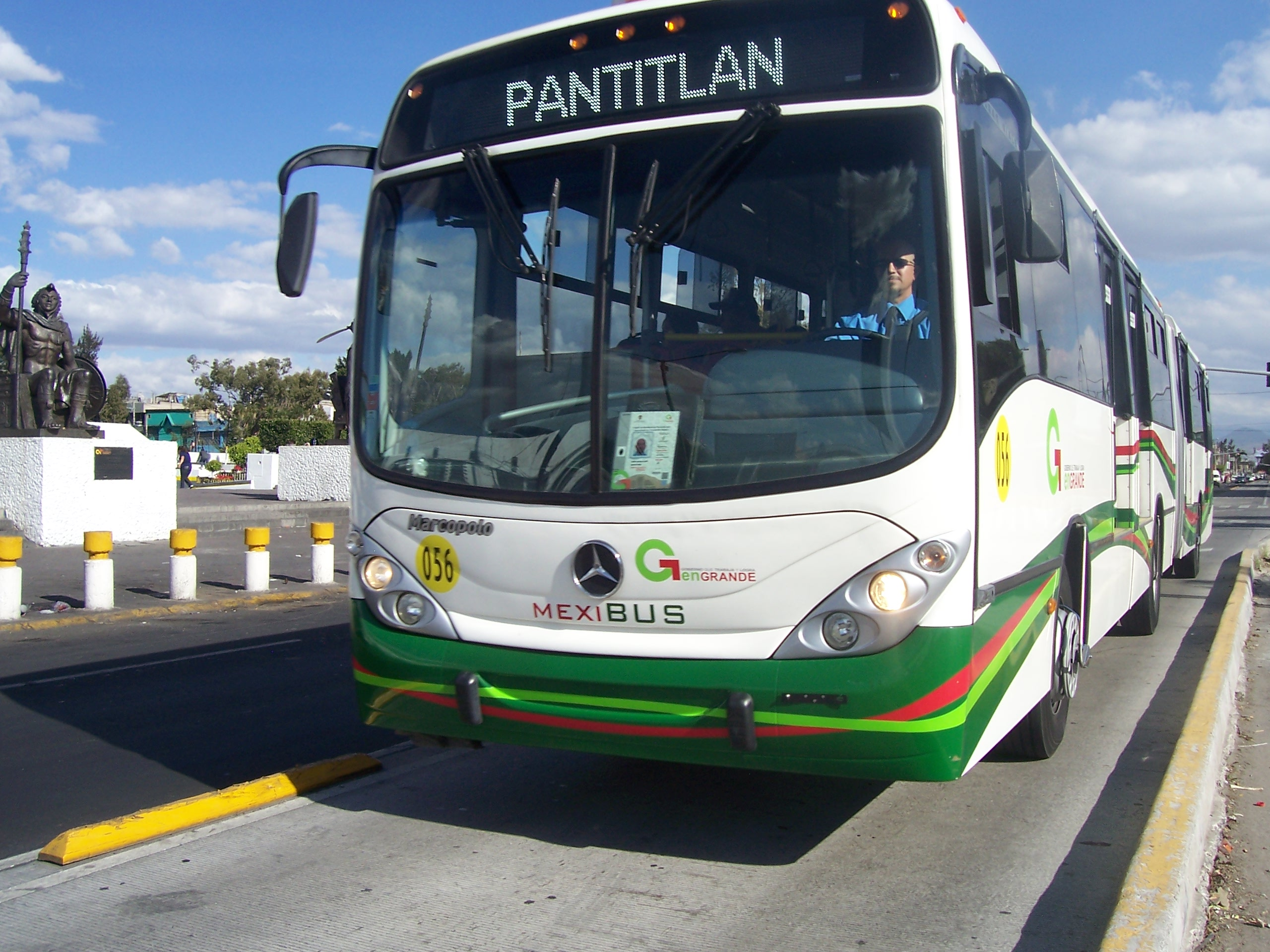
Mexibús em Nezahualcóyotl.

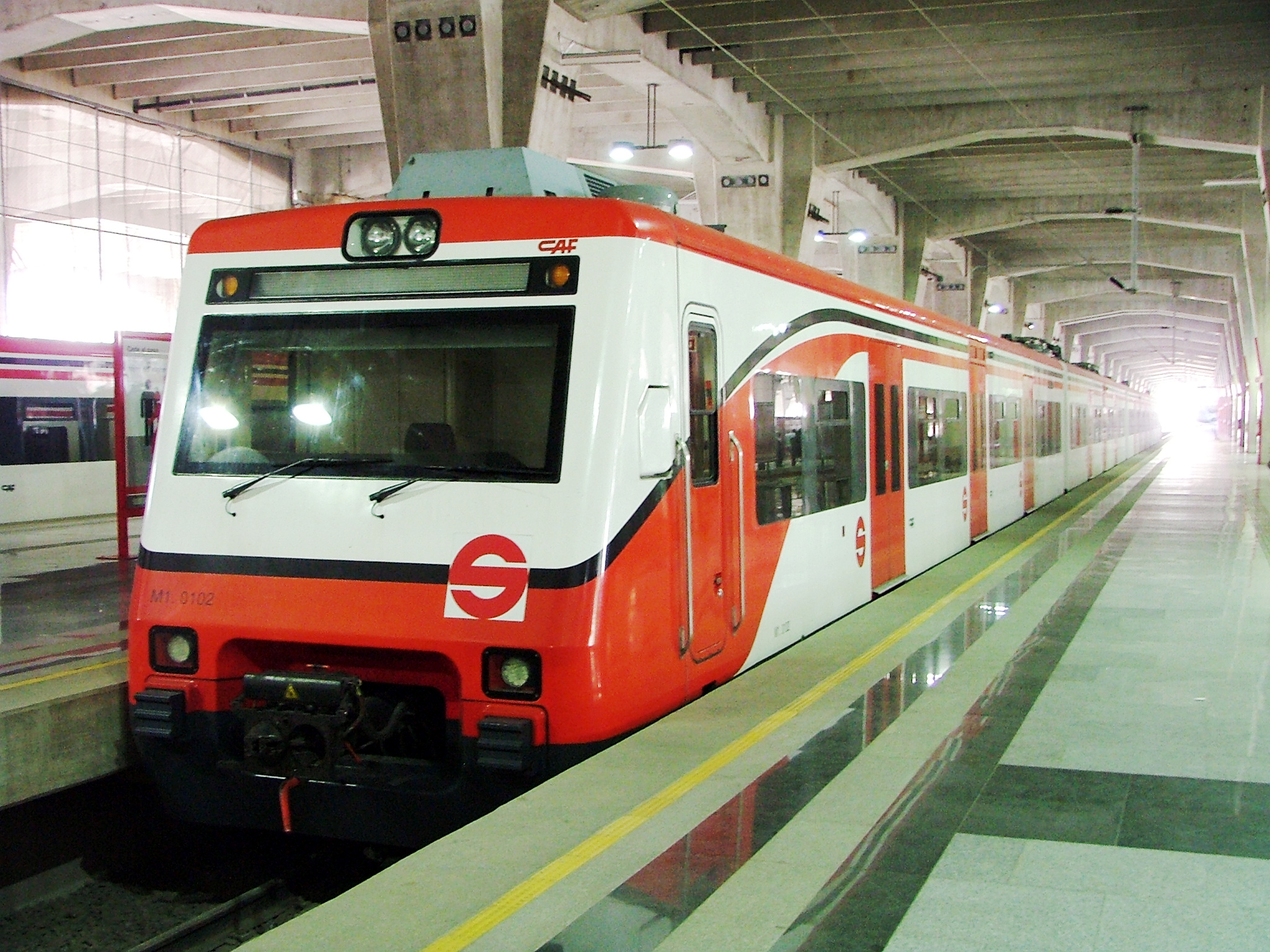
O Metropolitano do Vale do México foi um dos projetos empreendidos por Peña Nieto como governador.

Em 15 de setembro de 2005, Peña Nieto foi empossado governador do Estado do México durante cerimônia na cidade de Toluca. Dentre as centenas de participantes, estava o antecessor, Arturo Montiel; o presidente da Corte Superior de Justiça, José Castillo Ambriz; antigos governadores e membros de seu gabinete. O eixo central da campanha de Peña Nieto havia sido seu projeto conhecido como compromisos - 608 compromissos de campanha que ele havia assinado e registrado oficialmente. De acordo com o jornal El Universal, durante seu primeiro ano como governador, Peña Nieto conseguiu cumprir somente dez das reformas estruturais prometidas, sendo este o ponto mais baixo de seu governo de seis anos.
Em 2006, seu governo empreendeu 141 dos projetos prometidos, tornando este o ano mais ativo de seu mandato. Os 608 projetos propostos por Peña Nieto consistia principalmente em ampliação da rede rodoviária estadual, construção de centros de saúde e criação de sistema adequado de distribuição de água nos centros urbanos. Em meados de 2011, um portal vinculado ao governo do estado do México divulgou que somente dois dos projetos iniciados não haviam sido concluídos até então. Os principais projetos em transporte público foram o Metropolitano Suburbano do Vale do México e o chamado "Mexibús", este último consistindo em um sistema de Bus Rapid Transit utilizado por mais de 300 mil pessoas diariamente. Com relação à saúde pública, 1996 hospitais e centros de saúde foram construído em todo o estado, além de implantação de unidades móveis para atender áreas remotas. As mortes por doenças respiratórias foram reduzidas em 55%, enquanto mortes por disenteria e câncer foram reduzidas em 68% e 25%, respectivamente. Além disto, entre 2005 e 2011, o estado do México foi capaz de preencher o estipulado pela Organização Mundial da Saúde de despender um médico para cada mil habitantes. Os fundos para tais projetos foram obtidos através da reestruturação orçamentária do estado, um estratégia levada a cabo pelo Secretário de Finanças, Luis Videgaray Caso.
Durante a campanha presidencial de 2012, o Partido da Ação Nacional questionou a conclusão de nem mesmo 100 das promessas de Peña Nieto. O partido opositor também advertiu ao PRI de que examinaria cada um dos 608 compromissos e levaria a informação à população mexicana, publicando o custo dos projetos e as supostas localizações das obras. O PRI respondeu às acusações afirmando que os políticos do PAN "eram mentirosos" e, em seguida, lançou um portal virtual detalhando cada uma das obras empreendidas. O partido, então, passou a defender que cada um dos adversários de Peña Nieto, especialmente a candidata Josefina Vázquez Mota, estaria liderando uma "guerra suja" contra ele. O PAN concluiu a questão afirmando que a presente administração estaria "reparando" os projeto inacabados de Peña Nieto.

### Agitações em San Salvador Atenco
Durante o governo de Vicente Fox, mais especificamente em 2002, diversos camponeses em San Salvador Atenco resistiram ao plano do governo de desapropriar suas terras para a construção de um novo aeroporto internacional que servisse à Cidade do México. Consequentemente, em 3 de maio de 2006, forças policiais federais chegou à cidade, decretando prisão preventiva contra diversos residentes locais, resultando em uma agitação pública de mais de 300 civis desarmados e 3 mil policiais. Alguns policiais retaliaram aos confrontadores do dia anterior e tentaram penetrar um bloqueio em uma rodovia federal, paralisando um grupo de floristas que protestavam contra o governo. O líder do movimento foi sentenciado a 150 anos de prisão e os membros restantes sofreram acusação de "sequestro organizado", sendo detidos. Organizações de direitos humanos, tanto no México como no exterior, exigiram a soltura dos indicados até agosto de 2010. De acordo com um relatório publicado pela Anistia Internacional em fevereiro de 2009, as agitações públicas haviam resultado em mais de 200 prisões e centenas de casos de abusos, incluindo violência sexual contra mulheres presas.

## Eleições gerais de 2012
Recentemente se lançou como candidato a presidência de México e se viu envolvido em escândalos de corrupção, nexos do seu partido com o narcotráfico e fraude eleitoral por meio da compra de votos e pagamento às principais agências de pesquisa de opinião e televisoras de Mexico para falar dele positivamente, sendo isso documentado por jornais nacionais como Proceso e internacionais como The Guardian na Inglaterra.
Alunos de universidades Mexicanas tem rejeitado ele com fortes xingamentos das suas faculdades, e videos virais sobre o caso tem se espalhado pela internet.
A 2 de Junho de 2014 foi agraciado com o Grande-Colar da Ordem do Infante D. Henrique de Portugal.

## Presidente do México (2012-2018)

### Eleição e transição de governo

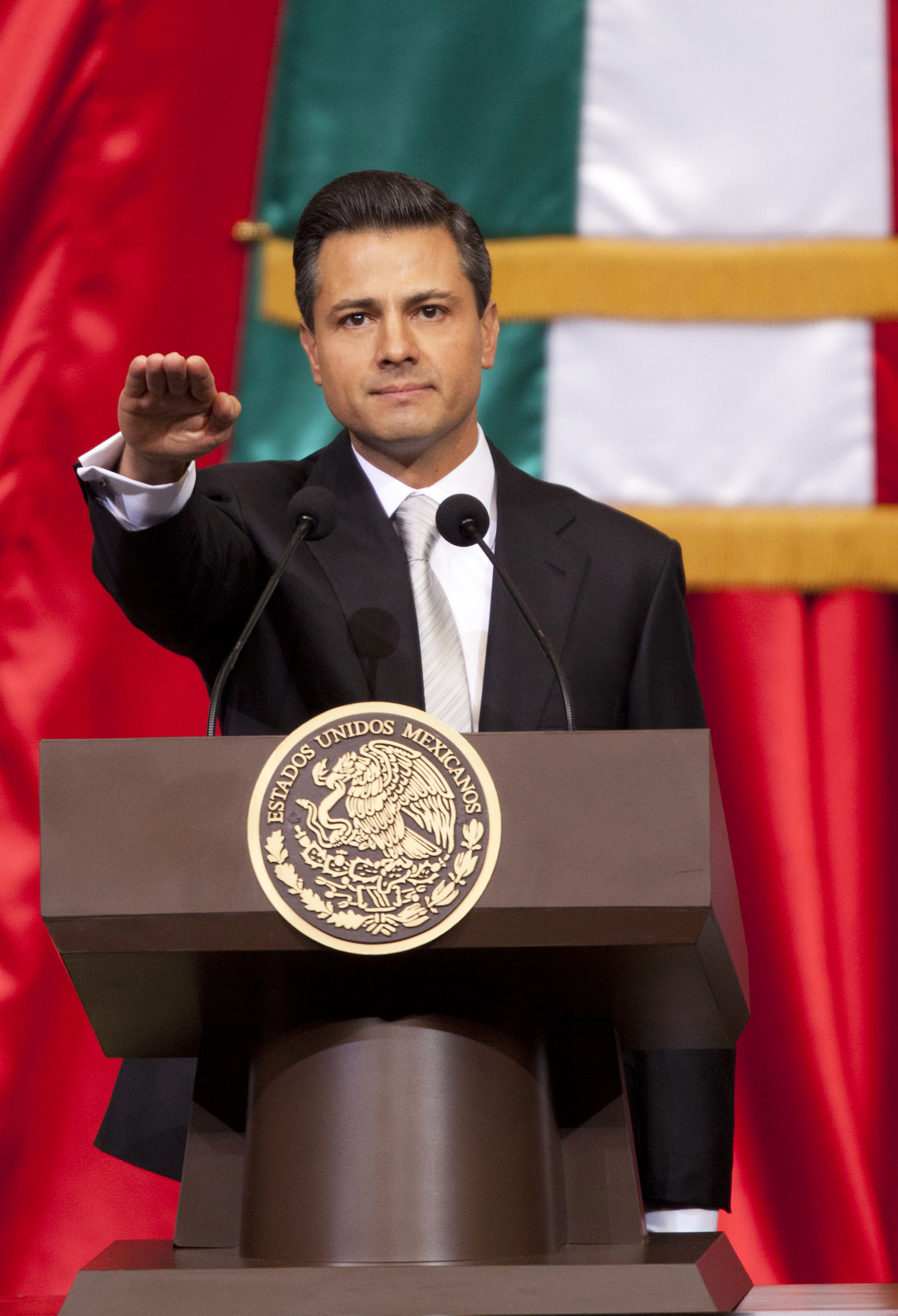
Enrique Peña Nieto em juramento à Constituição durante sua investidura como Presidente do México.

As eleições federais mexicanas ocorreram em 1 de julho de 2012, tendo a participação de 63% da população, segundo dados divulgados pelo Instituto Federal Eleitoral. Os resultados oficias da eleição são: Peña Nieto (38%); Andrés Manuel López Obrador (31,64%); Josefina Vázquez Mota (25,40%) e Gabriel Cuadro de la Torre (2,30%).
No dia 30 de agosto do mesmo ano, após uma apelação em análise desde o dia da eleição, Peña Nieto foi declarado Presidente-eleito do México por unanimidade dos sete membros do Tribunal Eleitoral Federal, considerando infundada tal apelação. O Movimento Progressista havia reivindicado anulação das eleições e, por conseguinte, a ascensão de Peña Nieto. No dia seguinte, contudo, o candidato foi considerado o recipiente da maioria dos votos válidos necessários para sua eleição como Presidente do país. Nieto, portanto, foi considerado desde então o eleito para ocupar o cargo de 1 de dezembro de 2012 a 30 de novembro de 2018.
Em seguida, Peña Nieto nomeou seus secretários de governo, compondo o Gabinete Federal mexicano para o sexênio 2012-2018. Um fato interessante é que a maioria dos indicados pelo Presidente-eleito são políticos de, até então, pouco renome no cenário nacional; sendo os mais conhecidos: Emilio Chuayffet Chemor, que assumiu a Secretaria de Educação; Rosario Robles, que assumiu a chefia da Secretaria de Desenvolvimento Social; e Pedro Joaquín Coldwell, que deixou a presidência do PRI para assumir a Secretaria de Energia. Luis Videgaray, antes coordenador de campanha, encabeçaria a Secretaria da Fazenda e Crédito Público, enquanto Miguel Ángel Osorio Chong assumiria a Secretaria de Governo. Por sua vez, José Antonio Meade Kuribreña, foi o único secretário mantido do governo anterior, transferindo-se para a Secretaria de Relações Exteriores.
Em 1 de dezembro de 2012, Peña Nieto recebeu a faixa presidencial das mãos do Presidente da Câmara dos Deputados, Jesús Murillo Karam, que a recebera de Felipe Calderón, tomando juramento de fazer valer a Constituição Federal perante o Congresso da União.

### Início de governo
Pacto pelo México

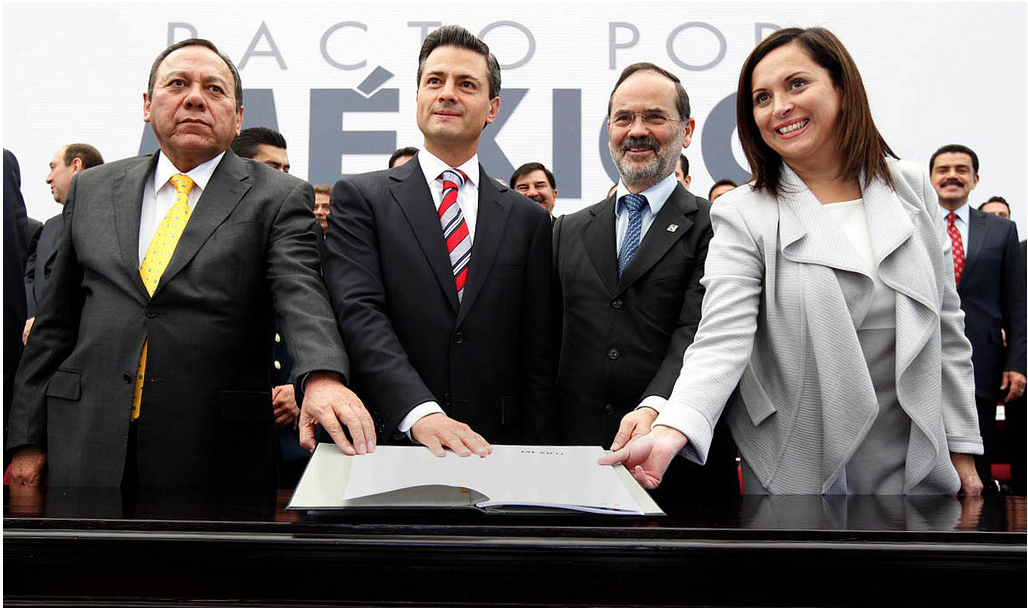
Cerimônia de assinatura do "Pacto pelo México".

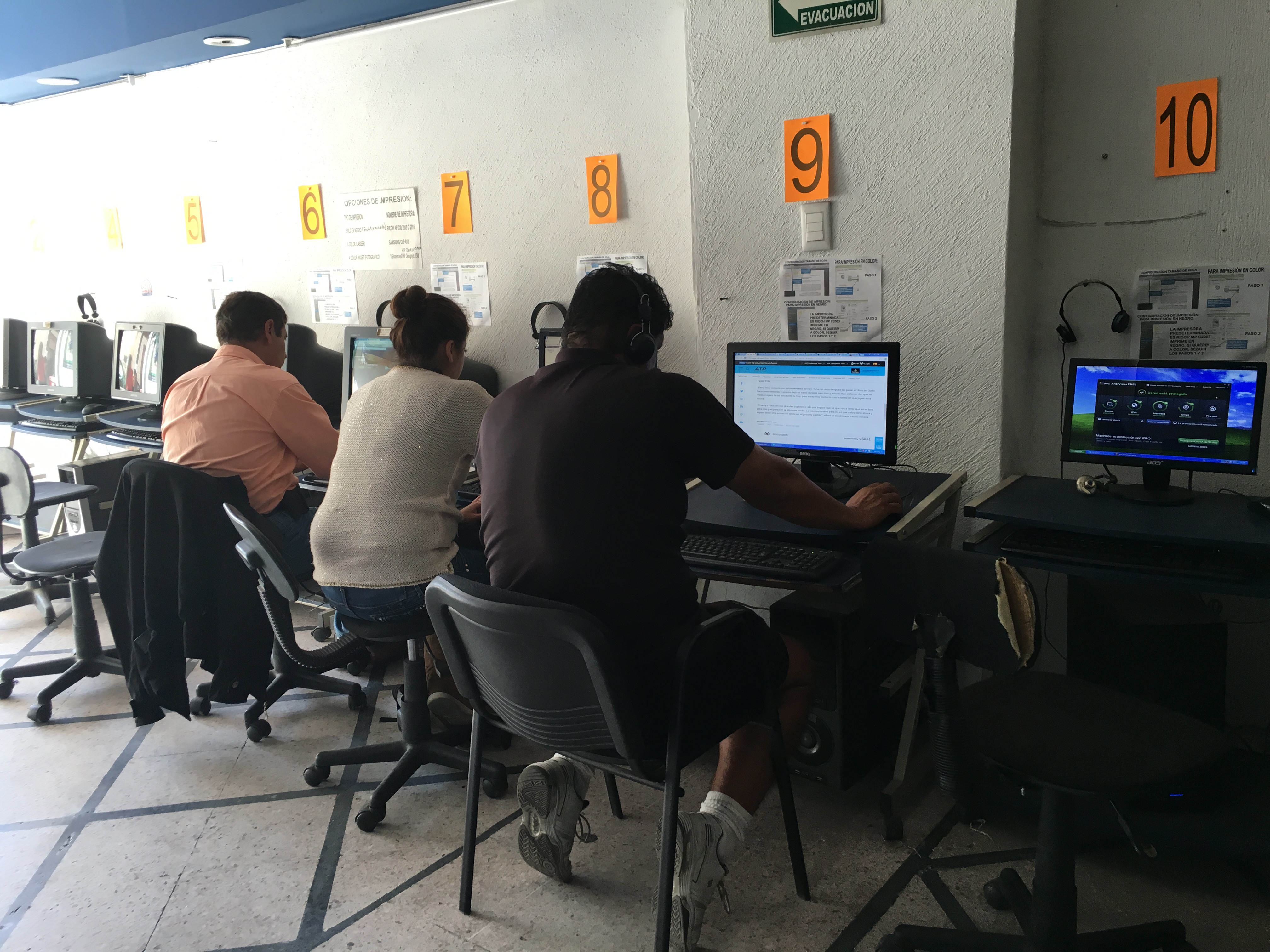
A inclusão do México na era digital foi um dos temas abordados pelo "Pacto".

Como primeira medida de governo, Peña Nieto assinou o acordo "Pacto pelo México", firmado entre a Presidência da República e os três mais expressivos partidos políticos do país, a saber: PRI, PAN e PRD. As negociações para conclusão do pacto tiveram início em outubro de 2012 - poucos meses após a eleição de Peña Nieto - lideradas pela equipe de transição presidencial e setores representativos dos partidos. Com a conclusão do acordo em novembro de 2012, a cerimônia de assinatura se deu em 2 de dezembro no Castelo de Chapultepec.
O pacto nacional divide-se em cinco planos de acordo com a tipologia dos acordos:
1. Acordos por uma sociedade de direitos e liberdades;
2. Acordos para o crescimento econômico, emprego e competitividade;
3. Acordos para segurança e justiça;
4. Acordos para a transparência, prestação de contas e combate à corrupção;
5. Acordos para a governabilidade democrática.

Os acordos também abordam temas da pasta política do país, tais como reformas constitucionais e aplicações de diversas leis federais e instituições públicas, assim como o estabelecimento de novas leis que regulem temas até então desconsiderados ou pouco legislados. Um dos primeiros acordos efetivados foi o que contempla a reforma educativa, cuja iniciativa foi apresentada oficialmente em 10 de dezembro, tendo sido aprovada pelo Congresso da União em 6 de fevereiro de 2013.
Outro aspecto significativo do pacto é a reforma no sistema de telecomunicações com ênfase na era digital e incentivo da competitividade do setor telecomunicativo no país. As leis acerca do projeto foram promulgadas em 10 de junho de 2013.

### Política social
Medidas de erradicação da pobreza

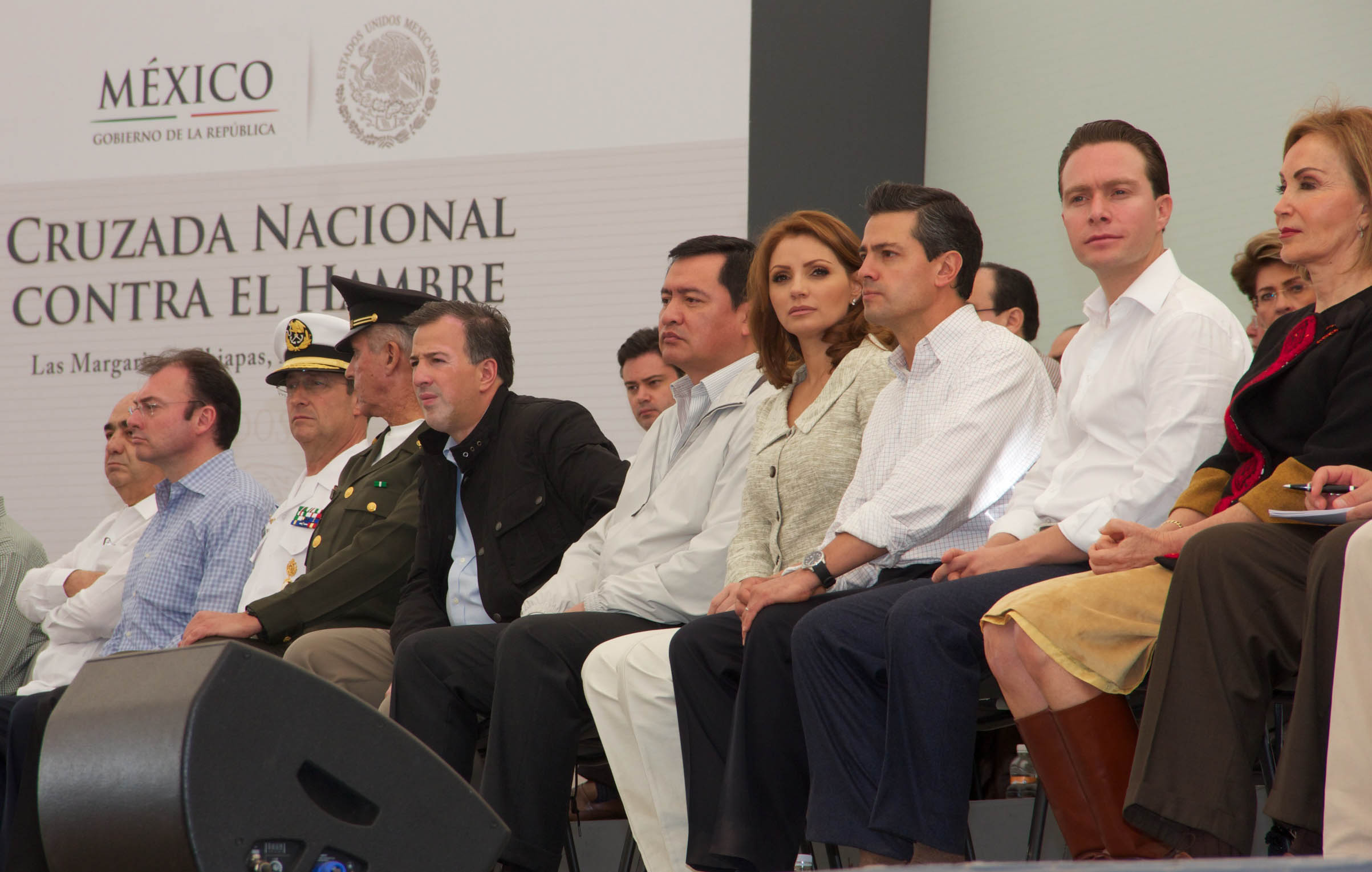
Peña Nieto durante cerimônia de lançamento da "Cruzada Nacional Contra a Fome", em Las Margaritas, janeiro de 2013.

Em janeiro de 2013, o Governo Peña Nieto anunciou a "Cruzada Nacional contra a Fome", um amplo programa social com a finalidade de combater de forma eficaz a pobreza, desnutrição e falta de recursos humanos em regiões do país. O programa foi baseado nas plataformas do Programa Fome Zero, estabelecido pelo Governo Federal brasileiro em 2003, durante o Governo de Lula da Silva.
Em 21 de janeiro de 2013, o programa foi lançado oficialmente em cerimônia em Las Margaritas, Chiapas como "Sistema Nacional Contra a Fome (SINHAMBRE)". Juntamente, foi estabelecida uma comissão inter-secretarial para regulamentação dos recursos a ele aplicados. Durante a cerimônia, Peña Nieto reafirmou seu compromisso de seguir o exemplo do Programa Fome Zero e das plataformas incentivadas pelas Nações Unidas, anunciando sua estimativa de que o programa alcançasse mais de 7 milhões de mexicanos em sua fase inicial.

### Economia

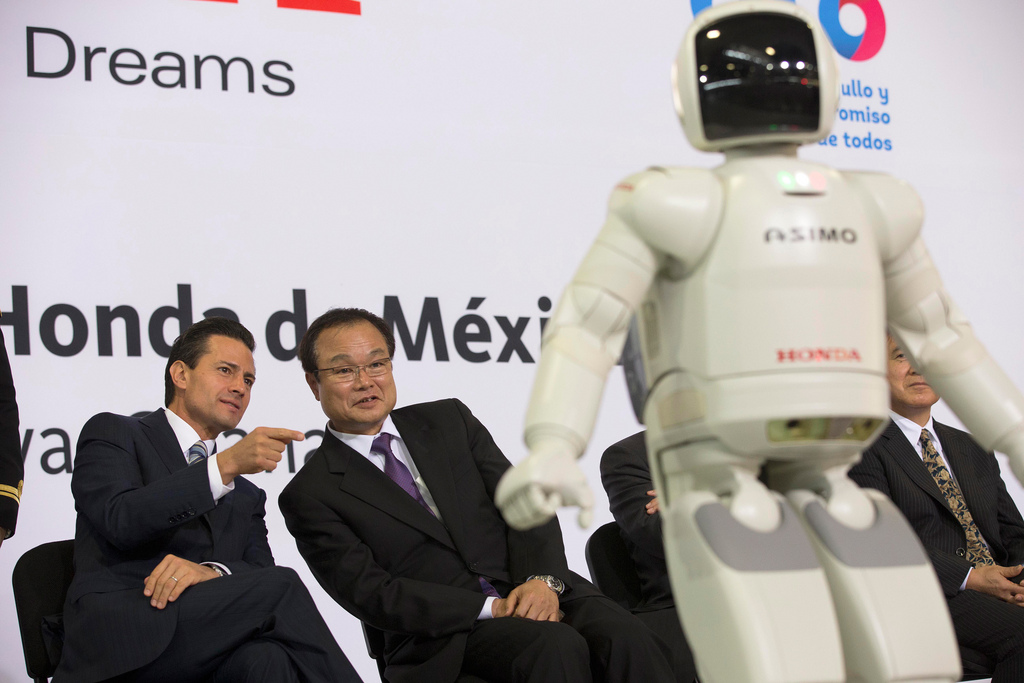
Penã Nieto e Takanobu Ito na inauguração de uma fábrica da Honda na cidade de Celaya.

O setor automobilístico cresceu rapidamente durante a presidência de Peña Nieto. Somente em 2014, o setor recebeu mais de 10 bilhões de dólares em investimentos. Em agosto de 2014, Peña Nieto entrou em acordo com a Kia Motors e anunciou os planos de inaugurar uma fábrica da montadora asiática em Nuevo León ao custo de 1  bilhão de dólares. À época, a Mercedes-Benz e a Nissan já estavam com fábricas em construção nas redondezas de Puebla, enquanto a BMW planejava erguer um polo em San Luis Potosí. A alemã Audi foi a primeira a inaugurar uma fábrica no território mexicano, em 2013. No final de 2014, dois anos após a posse de Peña Nieto, o total de investimentos no setor superava a faixa de 19 bilhões de dólares. A maioria dos investimentos estavam destinados à região de Bajío, que com a também crescente indústria aeroespacial, tornou-se de maior crescimento indústria do país.

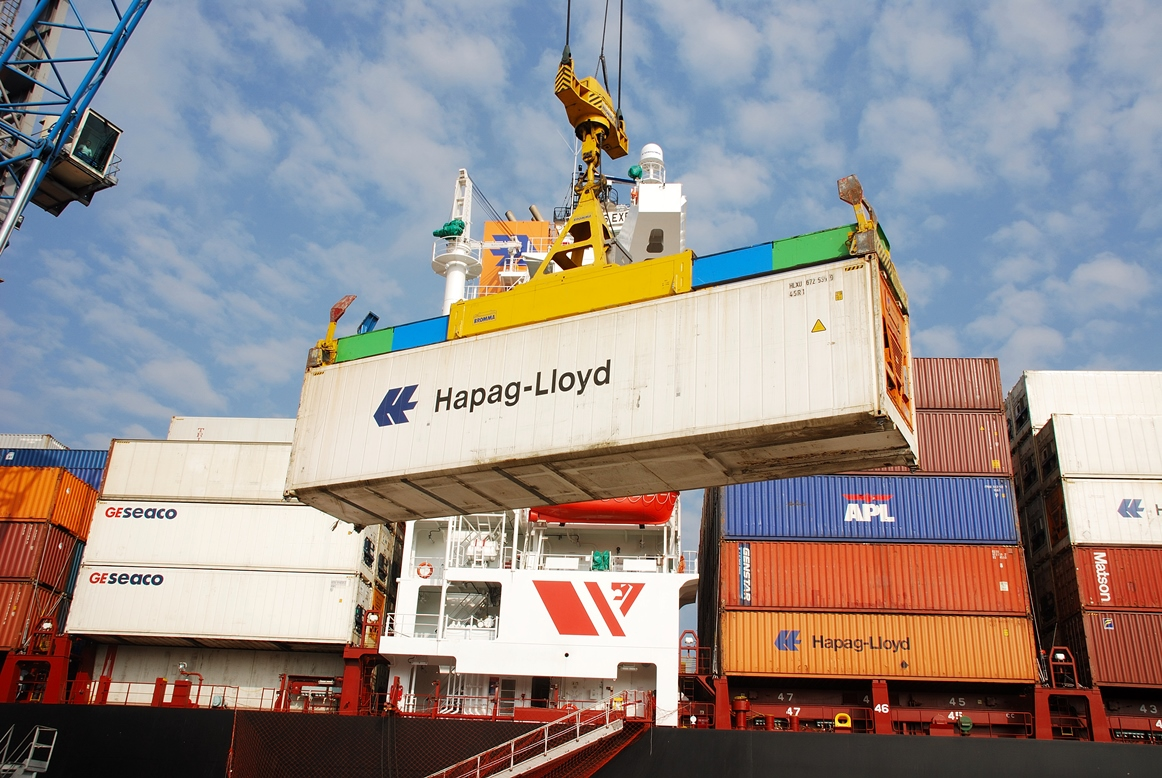
O Porto de Lázaro Cárdenas, o mais movimentado porto marítimo do país, é uma das zonas beneficiadas pelo Pacto Econômico de Peña Nieto.

De acordo com dados do Instituto Mexicano de Segurança Social (IMSS), entre dezembro de 2012 e junho de 2016, mais de 2 milhões de postos de emprego foram criados pela atividade industrial tecnológica no México. Destes, 41% foram assumidos por mulheres e 36% pela faixa etária 20 a 34 anos de idade. A instituição também anunciou que 86% dos empregos criados eram fixos e 14% temporários. No total, a criação de empregos no setor levou a um crescimento de mais de 25% na arrecadação anual do IMSS, equivalendo a 50 bilhões de pesos mexicanos ao ano. Mais da metade dos empregados do setor recebiam salários em torno de 10 mil pesos mensais, tendo ainda um crescimento de 22% nos empregos com vinte salários mínimos.
No final de maio de 2016, Peña Nieto assinou lei criando zonas econômicas especiais nos estados menos desenvolvidos do país. As três primeiras foram estabelecidas em Lázaro Cárdenas (Michoacán), Porto Chiapas (Chiapas) e no Istmo de Tehuantepec (abrangendo os portos marítimos de Coatzacoalcos, Veracruz e Salina Cruz). Outras zonas especiais estão planejadas para as regiões petrolíferas de Tabasco e Campeche, atingidas pela queda do preço do produto desde 2010.
As zonas econômicas especiais tem a finalidade de reduzir os impactos do subdesenvolvimento dos estados do sul do país. Durante a cerimônia de assinatura do tratado, Peña Nieto assinalou a diferença entre o sul basicamente agrícola e o centro-norte industrializado do país: duas a cada três pessoas vivam em situação de extrema pobreza no sul mexicano. Os três estados menos desenvolvidos (Chiapas, Oaxaca e Guerrero) são habitados por 10% da população, recebendo somente 1 de cada 36 pesos de investimentos estrangeiros no país. Na ocasião, o Presidente afirmou a existência de "dois Méxicos": um que "compete e ganha na economia global, com taxas crescentes de desenvolvimento", enquanto "outro têm sido deixado de lado e não faz uso de seu amplo potencial".
As zonas econômicas especiais oferecerão incentivos fiscais, benefícios comerciais e tributários, além de redução do processo regulatório das empresas. O acordo prevê ainda ampliação e melhoria na infraestrutura pública em tais regiões, beneficiando não somente a indústria, como também a população. Segundo o acordo, as zonas serão administradas por investidores privados por contratos de até quatro décadas. De acordo com Peña Nieto, cada uma das zonas será auto-suficiente até 2018. O Banco Mundial foi um dos órgãos modeladores da proposta junto ao governo mexicano.
Sob sua presidência, o México enfrenta um aumento da pobreza (53,2% da população em 2014 contra 51,6% em 2012, segundo a Cepal) e desigualdade (queda de 3,5% na renda familiar entre 2012 e 2014, enquanto as quatro maiores fortunas detêm agora 9,5% do PIB). 

### Educação
Reforma educacional

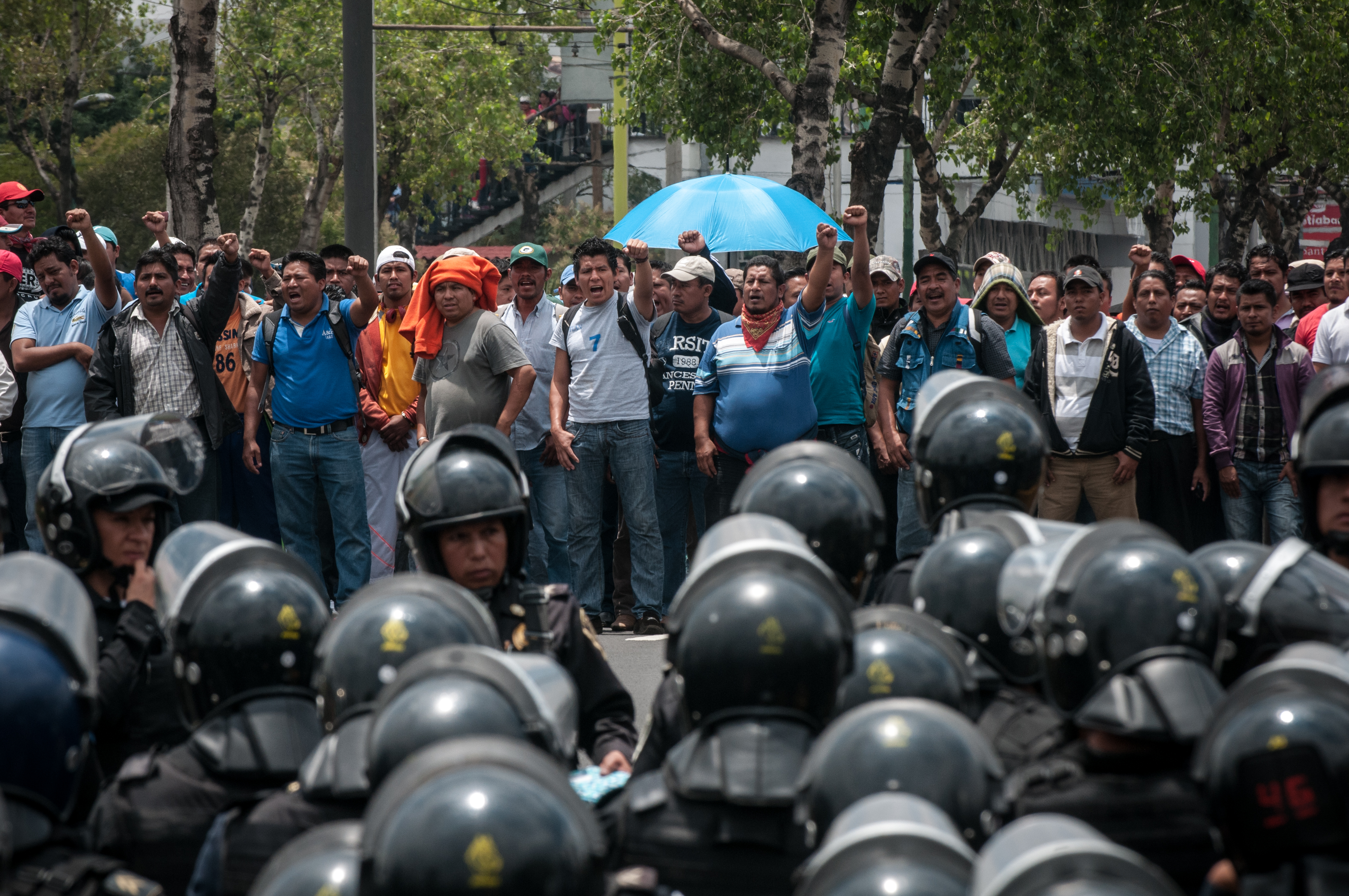
Protestos na Cidade do México em 2013 contra as reformas educacionais promovidas por Peña Nieto no "Pacto pelo México".

Na pasta da educação, o governo Peña Nieto têm sido caracterizado pelo projeto de reforma educacional a escala nacional. A chamada Reforma Educativa, oriunda também do Pacto pelo México, tem como objetivo reformar o sistema educacional mexicano através de uma melhor avaliação do corpo docente. Para tal, o projeto previu reformas na Constituição Federal, promulgadas em 25 de janeiro de 2013, poucos dias após o lançamento do Sistema Nacional Contra a Fome, através da Lei Geral da Educação, Lei do Instituto Nacional Para Avaliação e Educação e Lei Geral do Serviço Docente Profissional, todas promulgadas em 10 de setembro do mesmo ano.
Tal reforma acarretou a criação de um organismo público autônomo denominado Sistema Nacional de Avaliação Educacional, cujo objetivo principal é avaliar a qualidade, desempenho e os resultados práticos do sistema educacional mexicano em todos os seus níveis. Da mesma forma, foram estabelecidas estruturas de formação, ingresso, promoção e validação dos docentes em todo o território nacional; até então, melhorias no exercício da profissão vinham sendo reivindicadas pelo Sindicato Nacional dos Profissionais de Educação.
Entretanto, a reforma têm causado uma divisão de opinião entre as lideranças mexicanas. Encabeçada pela Coordenadoria Nacional de Profissionais da Educação, uma série de protestos ocorreram nas capitais do país exigindo a revogação das leis de educação aprovadas por Peña Nieto, especialmente relativo às questões de reforma laboral das leis, como o estabelecimento de um sistema avaliativo do corpo docente e a autogestão das unidades escolares públicas.

### Política externa

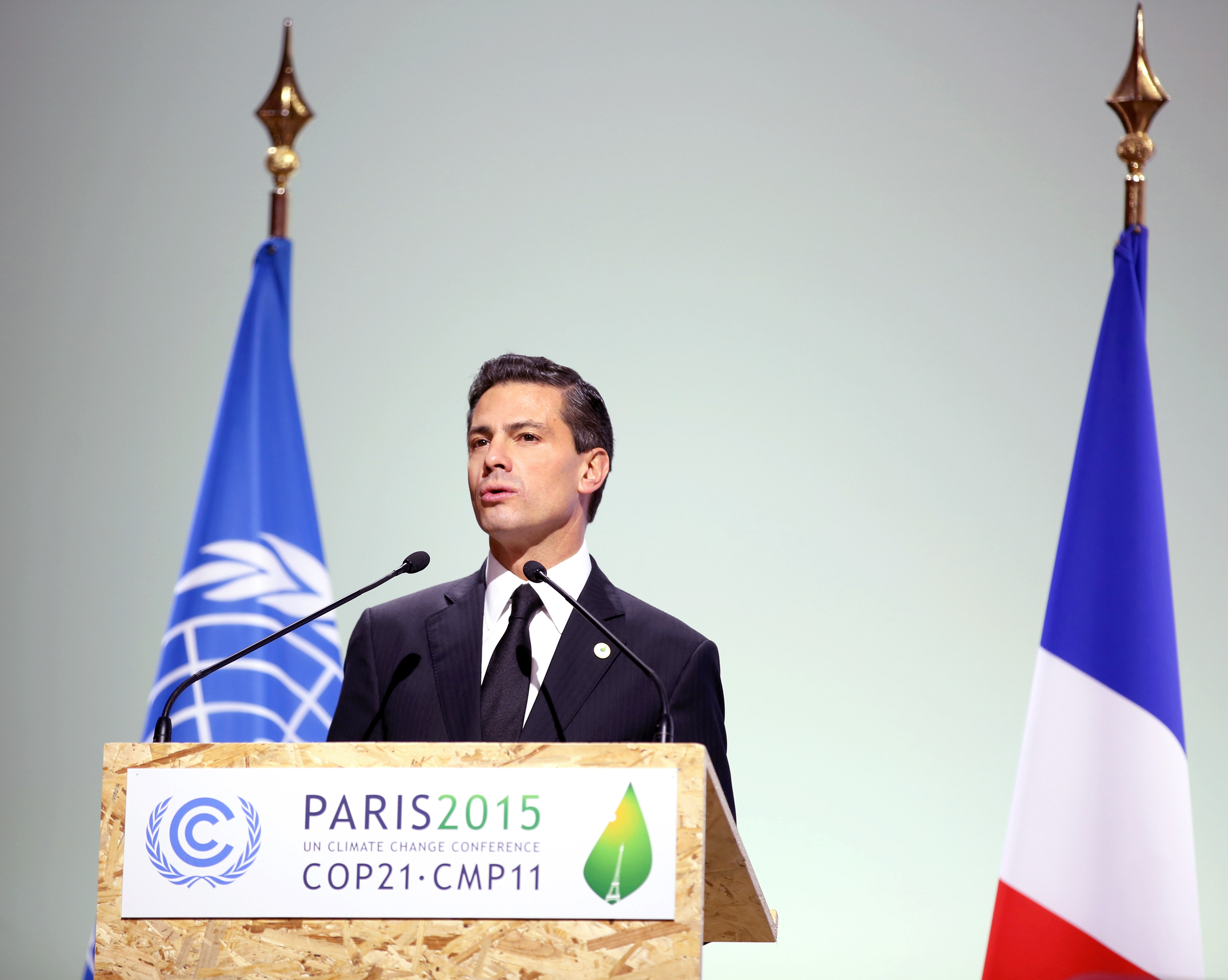
Peña Nieto discursa na Conferência sobre as Mudanças Climáticas (COP 21), em 30 de novembro de 2015 na cidade de Paris.

Durante sua candidatura presidencial, Peña Nieto lançou o livro México, la gran esperanza, através do qual defendeu diretrizes do que seria sua futura política externa, assinalando algumas ações estratégicas do país como protagonista da política internacional. Em 1 de dezembro de 2012, em meio aos demais Secretários de Estado, Peña Nieto nomeou José Antonio Meade Kuribreña como Secretário de Relações Exteriores. Sua política diplomática têm sido baseado nos seguintes pilares:
- Impulsionar uma maior integração e ampliar os laços diplomáticos com os países da América do Norte;
- Fortalecer a cooperação com a América Latina;
- Retomar um diálogo forte com a América do Sul;
- Consolidar as políticas e a atuação mexicana na Cooperação Econômica Ásia-Pacífico;
- Dinamizar e aprofundar laços diplomáticos com a União Europeia.

América Latina e Caribe

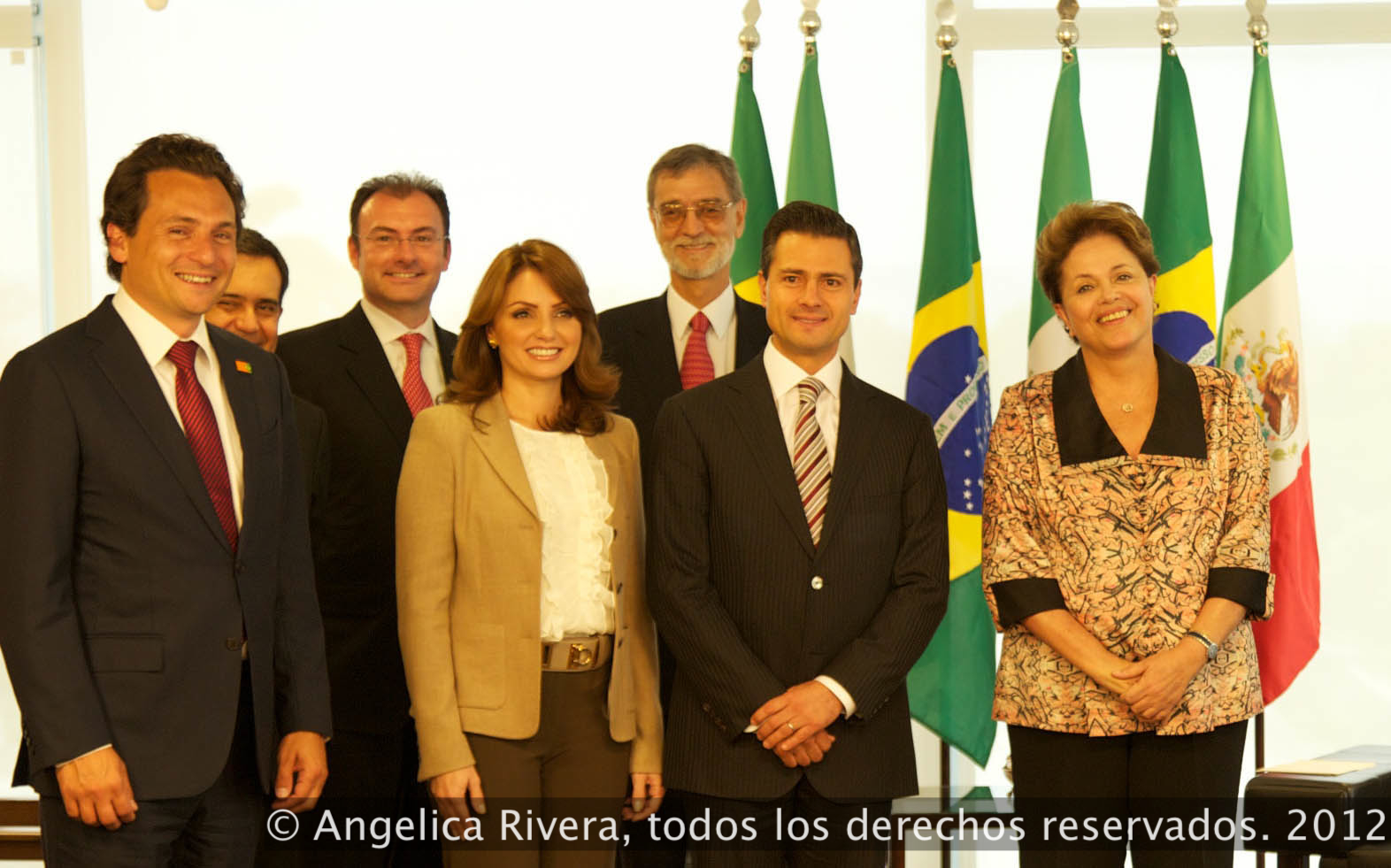
Peña Nieto e comitiva são recebidos pela então Presidente Dilma Rousseff no Palácio do Planalto, em 20 de setembro de 2012.

No que diz respeito à América Latina, o governo Peña Nieto buscou retomar o diálogo saudável com Cuba e Venezuela, iniciando com visitas oficiais aos respectivos países. Peña Nieto reuniu-se com Fidel Castro durante a II Cúpula da Comunidade de Estados Latino-Americanos e Caribenhos em janeiro de 2014. No mesmo ano, liderou uma comitiva do governo ao Funeral de Hugo Chávez em Caracas, apesar de salientar que sua viagem não incluía uma agenda formal política. Em contrapartida, Elías Jaua, Ministro de Relações Exteriores da Venezuela, havia realizado uma visita oficial ao México em novembro de 2013 na finalidade de dar um passo sólido rumo a retomada de um diálogo bilateral com o país.
Desde sua posse como Presidente do México, Peña Nieto participou de três reuniões de cúpula da Aliança do Pacífico, mostrando-se promotor do papel do organismo na integração regional liderada igualmente por Chile, Colômbia e Peru. Em 2014, durante a 9ª reunião de cúpula da organização em Nayarit, o México assumiu a Presidência pro tempore da organização.
América do Norte

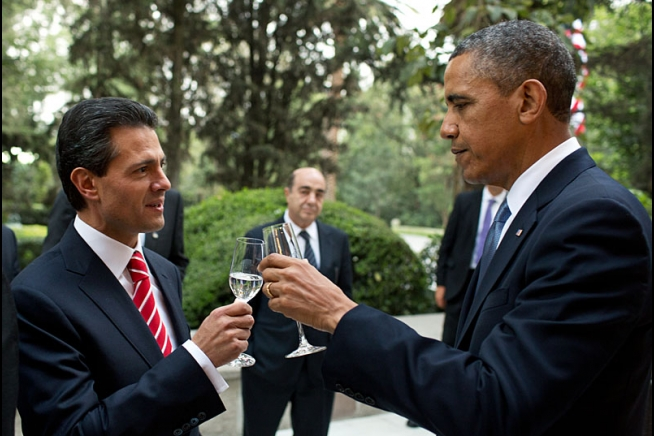
Enrique Peña Nieto e Barack Obama brindam antes de reunião de trabalho em Los Pinos, maio de 2013.

Desde sua posse, em 2012, Peña Nieto têm buscado uma relação muito próxima com a América do Norte, em especial aos Estados Unidos. Em novembro de 2012, dias antes de sua posse presidencial, Nieto realizou uma visita ao Presidente estadunidense Barack Obama na Casa Branca, que posteriormente visitou o México entre 2 e 3 de maio do ano seguinte. Na visita do homólogo estadunidense, os governos selaram um acordo pelo qual ambos os países se comprometiam a avançar cooperativamente em: competitividade econômica; vínculos social entre os dois países; protagonismo em temas regionais e globais; segurança interna, entre outros. Em maio de 2014, o Secretário de Estado dos Estados Unidos, John Kerry, visitou o México para dar continuidade aos acordos assinados entre os dois presidentes e também aprofundar o diálogo sobre temas relativos à segurança da fronteira e intercâmbio educacional e comercial.

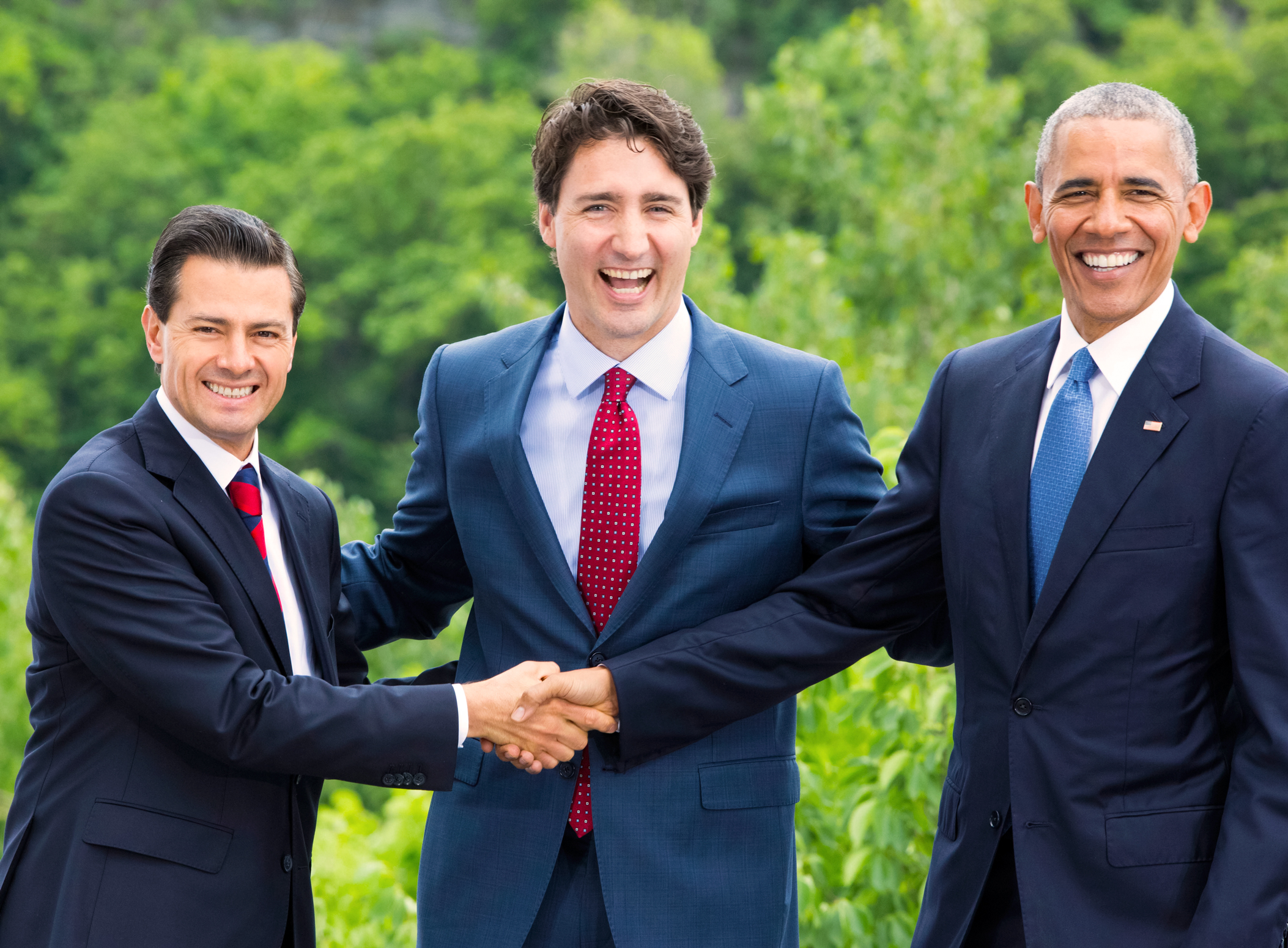
Peña Nieto, o Primeiro-ministro canadense Justin Trudeau e Barack Obama durante reunião de cúpula da NAFTA, 2016.

Em setembro de 2013, no entanto, foram divulgados os atos de espionagem da NSA sobre a Presidente do Brasil Dilma Rousseff e o próprio Peña Nieto quando ainda candidato presidencial em 2012. Pouco após as primeiras divulgações, a revista alemã Der Spiegel relatou que seu antecessor, Felipe Calderón, também vinha sendo investigado há alguns anos pelo governo vizinho. No Brasil, a questão levantou uma forte polêmica entre os dois governos, levando ao cancelamento de uma viagem de Estado de Rousseff aos Estados Unidos e acarretando a promulgação do Marco Civil da Internet. No México, por outro lado, a questão deu início a uma série de investigações em outubro de 2013, que até então mantém-se inconcluídas.
Peña Nieto foi duramente criticado por setores da imprensa mexicana após reunir-se com o então candidato presidencial norte-americano Donald Trump em 31 de agosto de 2016. As principais críticas foram à "postura dominadora" de Trump durante a reunião e a coletiva de imprensa e a "fraqueza" dos argumentos do Presidente mexicano, que teria oferecido nenhum contra-argumento às políticas anti-imigratórias do republicano. Entra diversas propostas polêmicas, Trump reafirmou sua intenção de construir um muro de proteção na Fronteira Estados Unidos-México. Posteriormente, o Presidente mexicano afirmou em entrevista televisiva que caso construído, o México não arcará com as despesas do muro. De acordo com a Business Insider, a visita ao México teria sido benéfica a Trump contra a candidata democrata Hillary Clinton.
Europa

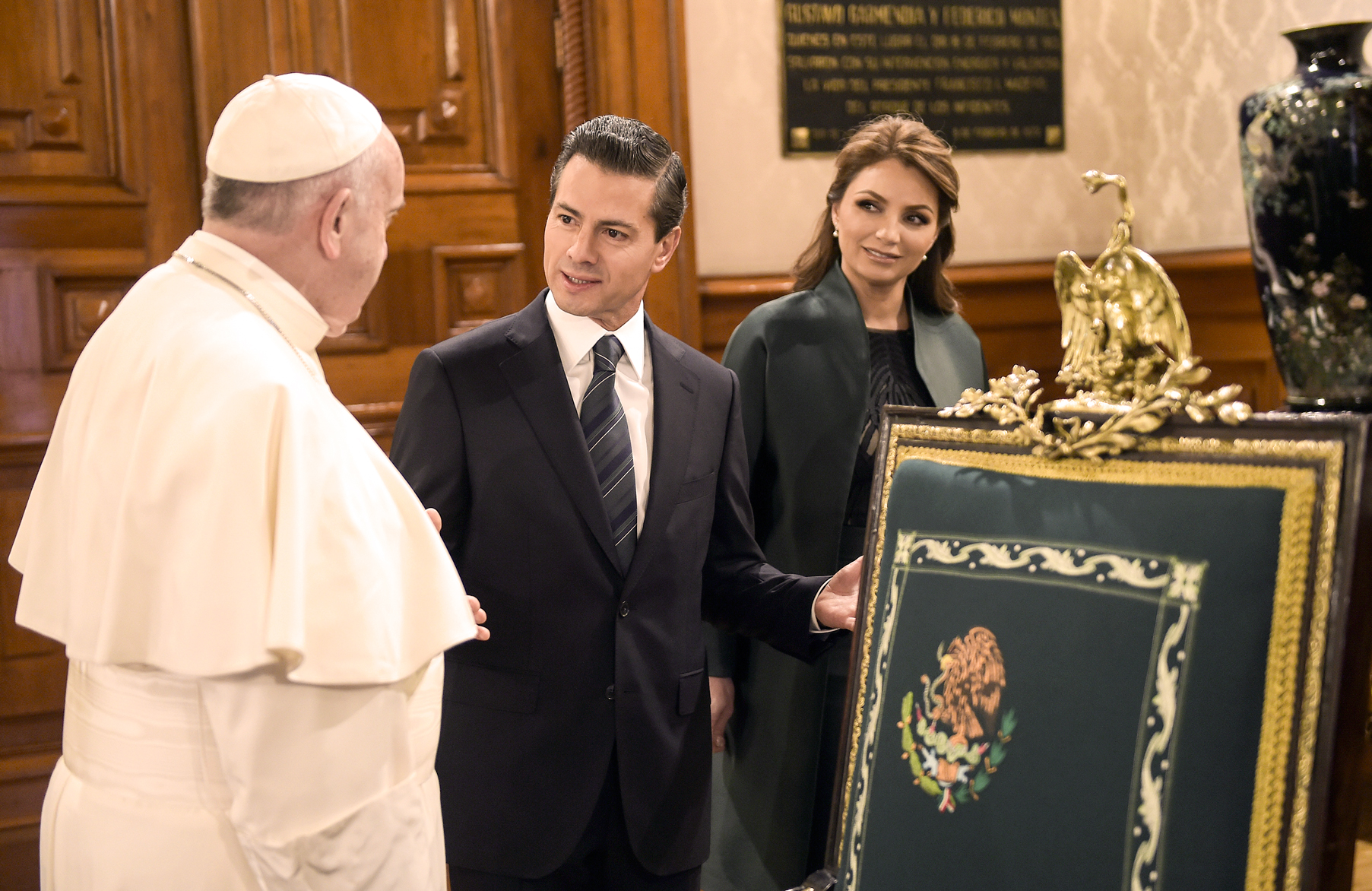
Papa Francisco recepcionado no Palácio Nacional pelo Presidente Peña Nieto e a Primeira-dama Angélica Rivera, fevereiro de 2016.

Pouco antes do início de seu governo, Peña Nieto empreendeu uma visita oficial pela Europa, incluindo Alemanha, Reino Unido, Espanha e França em seu roteiro oficial, países em que defendeu seu programa de reformas políticas. Na França, declarou que apoiaria a decisão da Suprema Corte mexicana no julgamento de Florence Cassez. Eventualmente, Cassez foi libertada pelo governo mexicano em janeiro de 2013, num ato saudado publicamente pelo Presidente francês François Hollande e que impulsionou as relações diplomáticas entre os dois países. Entre 5 e 10 de junho de 2014, já como Presidente do México, Peña Nieto visitou Espanha, Portugal e a Cidade do Vaticano, onde foi recebido em sessão solene pelo Papa Francisco. Em fevereiro de 2016, o Papa Francisco visitou o México em parte de sua viagem apostólica à América Central, passando também por Cuba. Foi a primeira visita de um Papa católico ao Palácio Nacional.

## Honrarias
- Colar da Ordem do Libertador San Martín[100]
- Colar da Ordem do Cruzeiro do Sul[101]
- Grã-Cruz da Ordem Nacional Juan Mora Fernández
- Cavaleiro da Ordem do Elefante[102]
- Cavaleiro do Colar da Ordem de Carlos III[103]
- Cavaleiro do Colar da Ordem de Isabel, a Católica
- Colar da Ordem do Sol do Peru[104]
- Grande-Colar da Ordem do Infante D. Henrique[105]
- Cavaleiro da Grande Cruz da Ordem do Banho[106]

## Críticas e polêmicas

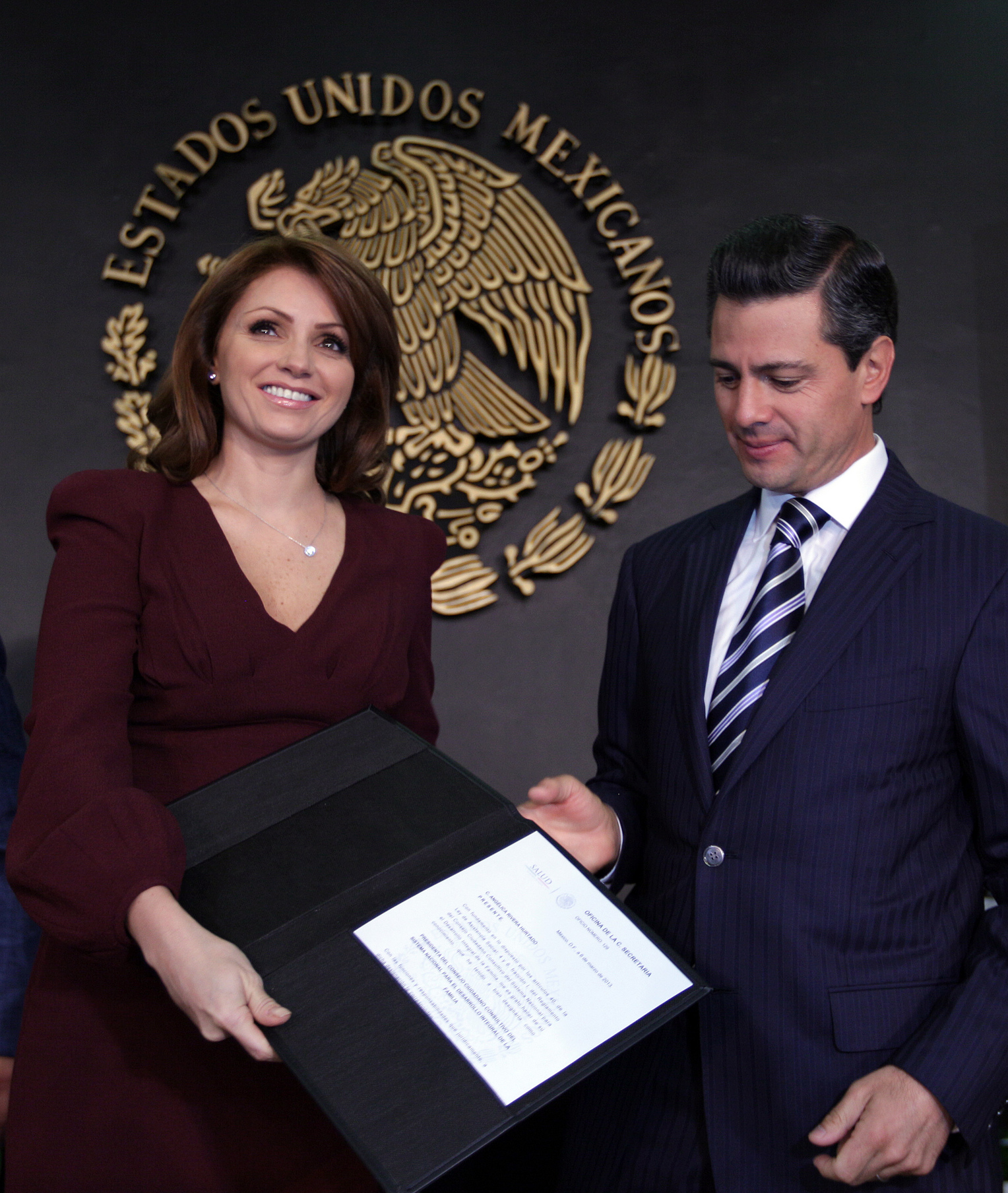
Angélica Rivera e Enrique Peña Nieto, em 2013.

Sua popularidade foi de 12% em 2017. Em agosto de 2016, Peña Nieto foi divulgado como tendo apenas 23% de aprovação popular (sendo que 74% dos entrevistados em pesquisas revelaram seu desgosto político com o governo do presidente mexicano). Segundo jornal Reforma, Peña Nieto é o presidente mexicano a receber a menor taxa de aprovação pela população desde a primeira pesquisa, em 1995.
Peña Nieto têm sido criticado por seus frequentes lapsos de memória, ocasionando algumas notórias gafes públicas. O incidente mais veiculado pela mídia ocorreu durante a Feira Internacional do Livro de Guadalajara, em 3 de dezembro de 2011. No dia, durante uma sessão de entrevistas, o presidente havia sido questionado sobre três livros que o inspiraram politicamente, citando somente a Bíblia. Segundos após, Nieto chegou a soletrar alguns prováveis nomes, mas não lembrou-se dos livros que citaria. Em outras ocasiões, Nieto confundiu diversas datas (como o nascimento de Benito Juárez, um dos mais proeminentes líderes nacionais, a data de fundação do estado de Hidalgo) e até mesmo o nome da capital de Veracruz, Xalapa. Em 2016, durante um comentário televisivo, chegou a chamar a candidata democrata estadunidense Hillary Clinton de "Hillary Trump", confundindo seu sobrenome com o de seu rival eleitoral, Donald Trump.
Sua popularidade foi de 12% em 2017.

### Peñabots
Peñabots é como ficaram conhecidas as supostas contas automáticas em redes sociais operadas pelo governo mexicano para promover a imagem de Peña Nieto e minimalizar opiniões divergentes na internet e mídia social. As primeiras suposições foram levantadas nas eleições federais mexicanas de 2012, quando algumas contas automáticas incentivavam o voto no candidato do Partido Revolucionário Institucional. De acordo com a imprensa mexicana, tal atitude fere os Artigos 6 e 134 da Constituição, além de gerar um custo mensal de 80 milhões de pesos ao governo. O Facebook possui em torno de 640 mil Peñabots.

### Residência particular
Em meados de 2014, a imprensa divulgou uma mansão avaliada em 3 milhões de dólares pertencente à Primeira-dama Angélica Rivera. A mansão, localizada em Lomas de Chapultepec, estaria sob registro da mesma companhia que recebeu licitações quando Peña Nieto era ainda governador do estado. Nos primeiros anos de governo Peña Nieto, a mesma companhia venceu parte de uma licitação para construção do trem-bala ligando a capital mexicana à Querétaro e assumiu a reforma milionária da mansão do casal presidencial. Após declarações da imprensa, Peña Nieto suspendeu abruptamente o contrato, gerando ainda maiores suspeitas. As subsequentes revelações sobre o potencial conflito de interesses na aquisição da propriedade degradou ainda mais a percepção pública do governo já afetada pelo desaparecimento de 43 estudantes em Guerrero. Em comunicado público, River detalhou suas aquisições pessoais quando atriz de televisão, incluindo a mansão, que acabou sendo vendida para evitar polêmicas contra a imagem pública de seu marido.

### Espionagem
De 2014 a 2017, cerca de 15.000 pessoas foram visadas pela Pegasus, um spyware que pirateia telefones celulares. Esta vigilância em massa custou ao estado mexicano centenas de milhões de dólares. Os alvos eram políticos, jornalistas, ativistas, juízes e diplomatas.

### Proximidade com a mídia
De acordo com o The New York Times, quase US$ 2 bilhões foram usados por seu governo durante cinco anos para comprar a mídia - em parte pagando por anúncios em troca de uma cobertura favorável. A imprensa, especialmente a imprensa empresarial, tem dado grande apoio a suas ações.